# Instituut voor de Opleiding van Leraren
Het Instituut voor de Opleiding van Leraren (I.O.L.) is een onderwijsinstituut in Suriname. In de twee studiejaren tussen 2019 en 2021 werd het instituut tijdelijk voortgezet als Academische Leraren Opleiding Suriname (ALO/ALOS). In oktober 2020 werd op het I.O.L. een prébachelorstudie worden gestart en vanaf het schooljaar 2021 werd het I.O.L met een nieuwe structuur herstart en de ALO afgeschaft. Tot medio jaren 1970 heette dit het Didactisch Instituut.

## Geschiedenis

### Didactisch Instituut
Het I.O.L. vindt zijn ontstaan in de onderwijshervormingsbeweging van de tweede helft van de jaren 60. Het voortgezet onderwijs was altijd sterk afhankelijk geweest van leerkrachten uit Nederland. In 1966 ging in Paramaribo het Didactisch Instituut van start als avondopleiding. Het bood opleidingen aan voor leerkrachten op LO- en MO-A-niveau en startte in 1972 ook met een programma MO-B-Nederlands.

### I.O.L.
Deze instelling werd omgedoopt tot Instituut voor de Opleiding van Leraren, en draaide met de medewerking van gastdocenten uit Nederland als Garmt Stuiveling, Geert Koefoed, Enno Endt, Bert Paasman en Wim Rutgers. Na de onafhankelijkheid in 1975 werd een stevige basis gegeven aan het letterkundeonderwijs met onder meer de Antilliaan Frank Martinus Arion. Als gastdocenten traden onder meer op Marcel Janssens, Michiel van Kempen, Rudolf Geel en Elisabeth Leijnse.
Het I.O.L. heeft altijd nauwe banden gehad met de Anton de Kom-universiteit en is ook gevestigd op de universiteitscampus aan de Leysweg, aan de rand van Paramaribo. Omdat de universiteit van Suriname geen letterenfaculteit kent, heeft het I.O.L. de facto vaak gefungeerd als trefplaats van letterkundige onderzoekers – alhoewel letterkundig onderzoek niet behoort tot het takenpakket van de instelling. Aan het einde van de jaren 70 verschenen er enkele nummers van de reeks Cahiers van het Instituut voor de Opleiding van Leraren, van de hand van Frank Martinus Arion en Wim Udenhout.
Naast talen (Nederlands, Engels en Spaans) biedt het I.O.L. ook opleidingen aan tot leerkracht in de menswetenschappen (aardrijkskunde, geschiedenis, economie), de pedagogiek, de natuurwetenschappen (biologie, natuurkunde, scheikunde), exacte wetenschappen (wiskunde), creatieve vakken (muziek, beeldende kunst) en health education. Sommige opleidingen zijn dagopleidingen, vele echter ook middag- en avondopleidingen. Bij gebrek aan voldoende gekwalificeerde docenten en omdat de vraag naar onderwijs schommelt, wordt voor de meeste opleidingen lang niet altijd het hele traject LO, MO-A, MO-B aangeboden.

### ALO(S)
Vanaf het schooljaar 2019-2020 is de school verder gegaan als de Academische Leraren Opleiding Suriname (ALO/ALOS). Er werd les gegeven in de vakken Nederlands, Engels, Spaans, Pedagogiek, Geschiedenis, Aardrijkskunde, Biologie, Natuurkunde, Scheikunde, Wiskunde, Economie, Beeldende vorming en Lichamelijke opvoeding.

### I.O.L.
Na het aantreden van de regering-Santokhi werd het I.O.L. nieuw leven ingeblazen, met vanaf oktober 2020 de start van een prébacheloropleiding en vanaf het schooljaar in 2021 de voortzetting van het instituut. In dat jaar werd de ALO worden afgeschaft en zullen de studenten hun opleiding vervolgen aan de I.O.L.

## Vroegere en tegenwoordige docenten
- Ronald Assen, wiskundige
- Anand Binda, beeldend kunstenaar
- Hein Eersel, taalkundige
- Ismene Krishnadath, schrijfster
- Jerry Egger, historicus
- André Loor, historicus
- Els Moor, neerlandica
- Wim Udenhout, leraar Engels

## Afgestudeerden
- Cynthia McLeod, schrijfster
- Jos de Roo, neerlandicus